# Thea LaFond
Thea LaFond (født 1994) er en dominikansk atlet, der konkurrerer i trespring.
Hun repræsenterede Dominica ved sommer-OL 2016 i Rio de Janeiro, hvor hun blev elimineret i trespringskvalifikationen.
Ved sommer-OL 2024 vandt hun guld i trespring og vandt den første olympiske medalje nogensinde til Dominica.